# Denemarken op de Olympische Zomerspelen 2000
Denemarken nam deel aan de Olympische Zomerspelen 2000 in Sydney, Australië. 

## Medailleoverzicht
| Sport       | Olympiër | Discipline             | Medaille |
| ----------- | --- | ---------------------- | -------- |
| Handbal     | Karen Brødsgaard Katrine Fruelund Maja Grønbæk Lotte Kiærskou Karin Mortensen Anja Nielsen Rikke Schmidt Christina Roslyng Mette Vestergaard Anette Hoffmann Camilla Andersen Janne Kolling Lene Rantala Tina Bøttzau Tonje Kjærgaard | vrouwen                | Goud     |
| Zeilen      | Henrik Blakskjær Thomas Jacobsen Jesper Bank | soling                 | Goud     |
| Atletiek    | Wilson Kipketer | 800m (m)               | Zilver   |
| Badminton   | Camilla Martin | enkelspel (v)          | Zilver   |
| Schietsport | Torben Grimmel | 50m geweer liggend (m) | Zilver   |
| Roeien      | Thomas Ebert Søren Madsen Eskild Ebbesen Victor Feddersen | vier-zonder (m)        | Brons    |

## Resultaten en deelnemers per onderdeel

### Atletiek
| Olympiër               | Discipline               | Resultaat | Prestatie                                                                       |
| ---------------------- | ------------------------ | --------- | ------------------------------------------------------------------------------- |
| Wilson Kipketer        | 800m (m)                 | Zilver    | serie 4: 1ste in 1.45,57 halve finale 3: 1ste in 1.44,22 finale: 2de in 1.45,14 |
| Joachim Olsen          | kogelstoten (m)          | 17e       | kwalificatie groep B: 8ste met 19,41m                                           |
| Jan Bielecki           | kogelslingeren (m)       | 33e       | kwalificatie groep B: 18de met 70,46m                                           |
|                        |                          |           |                                                                                 |
| Marie Bagger Rasmussen | polsstokhoogspringen (v) | 33e       | kwalificatie groep A: 5de met 4,30m finale: 8ste met 4,35m (NR)                 |

### Badminton
| Olympiër                            | Discipline     | Resultaat | Prestatie |
| ----------------------------------- | -------------- | --------- | --- |
| Peter Høeg Gade                     | enkelspel (m)  | 4e        | 1ste ronde: vrij 2de ronde: W van MRI Constantin: 15-3, 15-9 3de ronde: W van TPE Permadi: 15-8, 15-7 kwartfinale: W van INA Mainaky: 15-6, 15-6 halve finale: V van CHN Ji: 9-15, 15-1, 9-15 bronzen finale: V van CHN Xia: 13-15, 5-15                 |
| Kenneth Jonassen                    | enkelspel (m)  | 9e        | 1ste ronde: W van KOR Shon: 14-17, 15-8, 17-15 2de ronde: W van BEL Kuijten: 15-8, 15-5 3de ronde: V van MAS Wong: 6-15, 7-15 |
| Jesper Larsen                       | enkelspel (m)  | 17e       | 1ste ronde: vrij 2de ronde: V van CHN Sun: 3-15, 17-16, 10-15 |
| Jim Laugesen Michael Søgaard        | dubbelspel (m) | 9e        | 1ste ronde: vrij 2de ronde: V van INA Gunawon/Wijaya: 9-15, 7-15 |
| Martin Lundgaard Hansen Lars Paaske | dubbelspel (m) | 9e        | 1ste ronde: W van BUL Popov/Stojanov: 15-6, 15-6 2de ronde: V van INA Mainaky/Subagja: 9-15, 15-13, 7-15 |
| Jens Eriksen Jesper Larsen          | dubbelspel (m) | 5e        | 1ste ronde: vrij 2de ronde: W van CAN Moody/Olynyk: 15-2, 15-1 kwartfinale: V van KOR Lee/Yoo: 12-15, 10-15 |
|                                     |                |           | |
| Camilla Martin                      | enkelspel (v)  | Zilver    | 1ste ronde: vrij 2de ronde: W van INA Angelina: 11-6, 11-2 3de ronde: W van GBR Morgan: 11-7, 11-3 kwartfinale: W van NED Audina: 11-2, 11-1 halve finale: W van CHN Dai: 11-5, 11-0 finale: V van CHN Gong: 10-13, 3-11                                 |
| Mette Sørensen                      | enkelspel (v)  | 9e        | 1ste ronde: W van THA Ekmongkolpaisarn: 11-7, 13-10 2de ronde: W van JPN Ida: 13-12, 11-7 3de ronde: V van CHN Ye: 4-11, 6-11 |
| Ann-Lou Jørgensen Mette Schjoldager | dubbelspel (v) | 9e        | 1ste ronde: vrij 2de ronde: V van INA Tantri/Tuwankotta: 16-17, 10-15 |
| Helene Kirkegaard Rikke Olsen       | dubbelspel (v) | 5e        | 1ste ronde: W van HKG Louisa/Ting: 15-9, 13-15, 15-5 2de ronde: W van RUS Ruslyakova/Yakusheva: 16-17, 5-15 3de ronde: V van KOR Chung/Ra: 15-12, 12-15, 5-15                                                                                            |
| Ann Jørgensen Majken Vange          | dubbelspel (v) | 17e       | 1ste ronde: V van GER Grether/Neumann: 13-15, 6-15 |
|                                     |                |           | |
| Jens Eriksen Mette Schjoldager      | dubbelspel (g) | 9e        | 1ste ronde: vrij 2de ronde: W van GER Keck/Pitro: 15-7, 15-6 kwartfinale: V van INA Haryanto/Timur: 3-15, 8-15 |
| Rikke Olsen Michael Søgaard         | dubbelspel (g) | 4e        | 1ste ronde: vrij 2de ronde: W van CAN Beres/Solmundson: 15-8, 15-2 kwartfinale: W van INA Suprianto/Resiana: 17-14, 10-15, 15-11 halve finale: V van CHN Zhang/Gao: 15-10, 6-15, 16-17 bronzen finale: V van GBR Archer/Joanne Goode: 4-15, 15-12, 14-17 |
| Jon Holst-Christensen Ann Jørgensen | dubbelspel (g) | 9e        | 1ste ronde: W van KOR Lee/Lee: 17-15, 15-1 2de ronde: V van GBR Archer/Joanne Goode: 17-15, 11-15, 7-15 |

### Boogschieten
| Olympiër           | Discipline      | Resultaat | Prestatie                                                                |
| ------------------ | --------------- | --------- | ------------------------------------------------------------------------ |
| Katja Brix Poulsen | individueel (v) | 33e       | plaatsingsronde: 57ste met 609 punten 1ste ronde: V van TPE Liu: 152-161 |

### Handbal
| Olympiër | Discipline | Resultaat | Prestatie |
| --- | ---------- | --------- | --- |
| Karen Brødsgaard Katrine Fruelund Maja Grønbæk Lotte Kiærskou Karin Mortensen Anja Nielsen Rikke Schmidt Christina Roslyng Mette Vestergaard Anette Hoffmann Camilla Andersen Janne Kolling Lene Rantala Tina Bøttzau Tonje Kjærgaard | vrouwen    | Goud      | groep B: 2de V van Noorwegen: 17-19 W van Oostenrijk: 30-26 W van Australië: 38-12 W van Brazilië: 39-26 kwartfinale: W van Frankrijk: 28-26 halve finale: W van Zuid-Korea: 31-29 finale: W van Hongarije: 31-27 |

| Groep B |            |             |             |             |             |            |            |            |        |
| #       | Land       | Wedstrijden | Wedstrijden | Wedstrijden | Wedstrijden | Doelpunten | Doelpunten | Doelpunten | Punten |
| #       | Land       | G           | W           | G           | V           | V          | T          | Saldo      | Punten |
| 1       | Noorwegen  | 4           | 4           | 0           | 0           | 101        | 72         | +29        | 8      |
| 2       | Denemarken | 4           | 3           | 0           | 1           | 124        | 83         | +41        | 6      |
| 3       | Oostenrijk | 4           | 2           | 0           | 2           | 131        | 90         | +41        | 4      |
| 4       | Brazilië   | 4           | 1           | 0           | 3           | 100        | 133        | -33        | 2      |
| 5       | Australië  | 4           | 0           | 0           | 4           | 59         | 137        | -78        | 0      |

| Ronde        | Datum  | Plaats     | Land  | Score      | Land |
| ------------ | ------ | ---------- | ----- | ---------- | ---- |
| Groepsfase   |        |            |       |            |      |
| 17 september | Sydney | Denemarken | 17-19 | Noorwegen  |      |
| 19 september | Sydney | Oostenrijk | 26-30 | Denemarken |      |
| 21 september | Sydney | Australië  | 12-38 | Denemarken |      |
| 25 september | Sydney | Denemarken | 39-26 | Brazilië   |      |
| Kwartfinale  |        |            |       |            |      |
| 28 september | Sydney | Frankrijk  | 26-28 | Denemarken |      |
| Halve finale |        |            |       |            |      |
| 29 september | Sydney | Zuid-Korea | 29-31 | Denemarken |      |
| Finale       |        |            |       |            |      |
| 1 oktober    | Sydney | Denemarken | 31-27 | Hongarije  |      |

### Kanovaren
| Olympiër                           | Discipline    | Resultaat | Prestatie                                                                         |
| ---------------------------------- | ------------- | --------- | --------------------------------------------------------------------------------- |
| Torsten Tranum                     | K-1 1000m (m) | 6e        | serie 3: 1ste in 3.35,841 halve finale 2: 2de in 3.38,865 finale: 6de in 3.37,811 |
| Paw Madsen Jesper Møllegaard Staal | K-2 500m (m)  | 9e        | serie 3: 4de in 1.32,617 halve finale 1: 4de in 1.32,867                          |
| Paw Madsen Jesper Møllegaard Staal | K-2 1000m (m) | 9e        | serie 2: 6de in 3.16,989 halve finale 1: 4de in 3.18,206                          |

### Moderne vijfkamp
| Olympiër        | Discipline | Resultaat | Prestatie   |
| --------------- | ---------- | --------- | ----------- |
| Pernille Svarre | vrouwen    | 19e       | 4541 punten |

### Paardensport
| Olympiër                                                                | Discipline  | Resultaat | Prestatie |
| Dressuur                                                                | Dressuur    | Dressuur  | Dressuur |
| ----------------------------------------------------------------------- | ----------- | --------- | --- |
| Lone Castrup Jørgensen                                                  | individueel | 7e        | Grand Prix Test: 8ste met 71,84% Grand Prix special: 6de met 74,69% Grand Prix freestyle: 11de met 70,37% totaal: 216,90 |
| Jon Pedersen                                                            | individueel | 15e       | Grand Prix Test: 11de met 69,12% Grand Prix special: 19de met 67,39% Grand Prix freestyle: 14de met 67,67% totaal: 204,18 |
| Morten Thomsen                                                          | individueel | 45e       | Grand Prix Test: 45ste met 61,44% |
| Anne Jensen-van Olst                                                    | individueel | 29e       | Grand Prix Test: 29ste met 65,00% |
| Lone Castrup Jørgensen Jon Pedersen Morten Thomsen Anne Jensen-van Olst | team        | 4e        | 5149 punten |
| Eventing                                                                |             |           | |
| Nils Haagensen                                                          | individueel | DNF       | dressuur: 14de met 47,2 strafpunten cross-country: niet gefinisht |
| Springconcours                                                          |             |           | |
| Thomas Velin                                                            | individueel | 10e       | kwalificatie: 6de 1ste ronde: 9de met 4,75 strafpunten 2de ronde: 1ste met 0 strafpunten 3de ronde: 23ste met 8 strafpunten totaal: 12,75 strafpunten finale: 10de 1ste ronde: 1ste met 0 strafpunten 2de ronde: 21ste met 10 strafpunten totaal: 10 strafpunten |

### Roeien
| Olympiër                                                       | Discipline             | Resultaat | Prestatie |
| -------------------------------------------------------------- | ---------------------- | --------- | --- |
| Bo Kaliszan Bertil Samuelson                                   | dubbel-twee (m)        | 10e       | serie 2: 5de in 6.58,88 herkansingen: 2de in 6.30,87 halve finale 1: 6de in 6.40,11 finale B: 4de in 6.23,20 |
| Eskild Ebbesen Thomas Ebert Victor Feddersen Søren Madsen      | lichte vier-zonder (m) | Brons     | serie 3: 4de in 6.21,30 herkansingen: 1ste in 6.08,63 halve finale 2: 2de in 6.01,67 finale: 3de in 6.03,51  |
|                                                                |                        |           | |
| Bianca Carstensen Katrin Gleie Sarah Lauritzen Dorthe Pedersen | dubbel-vier (m)        | Brons     | serie 2: 3de in 6.35,39 herkansingen: 2de in 6.35,76 finale: 6de in 6.31,30                                  |

### Schietsport
| Olympiër          | Discipline                 | Resultaat | Prestatie                                                                   |
| ----------------- | -------------------------- | --------- | --------------------------------------------------------------------------- |
| Torben Grimmel    | 50m geweer liggend (m)     | Zilver    | kwalificatie: 5de met 597 punten finale: 2de met 700,4 punten               |
|                   |                            |           |                                                                             |
| Anni Bissø        | 10m luchtgeweer (v)        | 20e       | kwalificatie: 20ste met 391 punten                                          |
| Anni Bissø        | 50m geweer 3 houdingen (v) | 6e        | kwalificatie: 4de met 584 punten (199-192-193) finale: 6de met 675,6 punten |
| Karen Hansen      | 25m pistool (v)            | 28e       | kwalificatie: 28ste met 572 punten (291-281)                                |
| Susanne Meyerhoff | 25m pistool (v)            | 39e       | kwalificatie: 39ste met 562 punten (289-273)                                |
| Karen Hansen      | 10m luchtpistool (v)       | 25e       | kwalificatie: 25ste met 376 punten                                          |
| Susanne Meyerhoff | 10m luchtpistool (v)       | 35e       | kwalificatie: 35ste met 372 punten                                          |

### Taekwondo
| Olympiër            | Discipline | Resultaat | Prestatie |
| ------------------- | ---------- | --------- | --- |
| Muhammed Dahmani    | -80kg (m)  | 9e        | 1ste ronde: V van AUS Hansen: 5-6 |
|                     |            |           | |
| Hanne Høegh Poulsen | -49kg (v)  | 4e        | 1ste ronde: W van USA Poe: 4-3 kwartfinale: W van INA Putri: 7-2 halve finale: V van AUS Burns: 0-1 herkansingen: W van MEX Pérez: 2-1 bronzen finale: V van TPE Chi: 0-4 |

### Tafeltennis
| Olympiër                  | Discipline     | Resultaat | Prestatie |
| ------------------------- | -------------- | --------- | --- |
| Michael Maze Finn Tugwell | dubbelspel (m) | 9e        | groep D: 1ste W van JPN Matsushita/Shibutani: 2-0 W van USA Cheng/Khoa: 2-0 2de ronde: V van TPE Chang/Chiang: 0-3 (19-21, 15-21, 20-22) |

### Tennis
| Olympiër       | Discipline    | Resultaat | Prestatie                                                                                 |
| -------------- | ------------- | --------- | ----------------------------------------------------------------------------------------- |
| Kristian Pless | enkelspel (m) | 17e       | 1ste ronde: W van SWE Johansson: 7-6(6), 6-4 2de ronde: V van AUS Philippoussis: 4-6, 4-6 |

### Triatlon
| Olympiër      | Discipline | Resultaat | Prestatie  |
| ------------- | ---------- | --------- | ---------- |
| Jan Hansen    | mannen     | 44e       | 1:55.42,06 |
|               |            |           |            |
| Marie Overbye | vrouwen    | 28e       | 2:07.17,51 |

### Wielersport
| Olympiër                   | Discipline       | Resultaat | Prestatie      |
| Baan                       | Baan             | Baan      | Baan           |
| -------------------------- | ---------------- | --------- | -------------- |
| Jimmi Madsen               | puntenkoers (m)  | 22e       | 0 punten       |
| Lars Michaelsen Jakob Piil | ploegkoers (m)   | 12e       | 5 punten       |
| Mountainbike               |                  |           |                |
| Jesper Agergård            | puntenkoers (m)  | 36e       | op 1 ronde     |
| Michael Rasmussen          | puntenkoers (m)  | 22e       | 2:18.15        |
| Weg                        |                  |           |                |
| Michael Sandstød           | tijdrit (m)      | DNF       | niet gefinisht |
| Frank Høj                  | wegwedstrijd (m) | 6e        | 5:30.34        |
| Lars Michaelsen            | wegwedstrijd (m) | DNF       | niet gefinisht |
| Michael Sandstød           | wegwedstrijd (m) | DNF       | niet gefinisht |
| Nicki Sørensen             | wegwedstrijd (m) | 40e       | 5:30.46        |
| Rolf Sørensen              | wegwedstrijd (m) | 59e       | 5:30.46        |

### Zeilen
| Olympiër                                     | Discipline | Resultaat | Prestatie                                          |
| -------------------------------------------- | ---------- | --------- | -------------------------------------------------- |
| Lasse Hjortnæs                               | finn (m)   | 20e       | 138 punten: (21-21-23-12-3-6-DNF-17-21-13-14)      |
|                                              |            |           |                                                    |
| Kristine Roug                                | europe (v) | 10e       | 84 punten: (5-21-2-1-10-6-4-OCS-16-19-OCS)         |
| Susanne Ward Michaëla Ward-Meehan            | 470 (v)    | 10e       | 71 punten: (3-10-11-11--18-17-4-7-15-8-2)          |
|                                              |            |           |                                                    |
| Peder Rønholt                                | laser      | 13e       | 103 punten: (17-32-12-4-10-24-6-9-17-11-17)        |
| Michael Hestbæk Jonatan Persson              | 49er       | 9e        | 108 punten: (8-2-7-13-17-8-9-8-16-12-2-5-18-2-7-9) |
| Helene Hansen Stig Raagaard Hansen           | tornado    | 13e       | 96 punten: (14-15-16-6-11-9-10-12-7-12-17)         |
| Jesper Bank Henrik Blakskjær Thomas Jacobsen | soling     | Goud      |                                                    |

### Zwemmen
| Olympiër                                                                      | Discipline            | Resultaat | Prestatie                                                                           |
| ----------------------------------------------------------------------------- | --------------------- | --------- | ----------------------------------------------------------------------------------- |
| Jacob Carstensen                                                              | 200m vrije slag (m)   | 20e       | serie 5: 7de in 1.50,41                                                             |
| Jacob Carstensen                                                              | 400m vrije slag (m)   | 18e       | serie 4: 7de in 3.54,17                                                             |
| Dennis Otzen Jensen                                                           | 100m vlinderslag (m)  | 42e       | serie 4: 6de in 55,70                                                               |
| Henrik Steen Andersen Jacob Carstensen Dennis Otzen Jensen Jeppe Bøje Nielsen | 4x100m vrije slag (m) | 18e       | serie 3: 7de in 3.24,78                                                             |
| Henrik Steen Andersen Jacob Carstensen Dennis Otzen Jensen Jeppe Bøje Nielsen | 4x200m vrije slag (m) | 11e       | serie 2: 6de in 7.24,63                                                             |
|                                                                               |                       |           |                                                                                     |
| Mette Jacobsen                                                                | 50m vrije slag (v)    | 17e       | serie 6: 2de in 25,96 swim-off: 2de in 26,00                                        |
| Louise Ørnstedt                                                               | 100m rugslag (v)      | 20e       | serie 6: 3de in 1.01,98 halve finale 1: 3de in 1.01,69 (NR) finale: 8ste in 1.02,02 |
| Louise Ørnstedt                                                               | 200m rugslag (v)      | 12e       | serie 5: 5de in 2.13,61 (NR) halve finale 1: 5de in 2.14,24                         |
| Mette Jacobsen                                                                | 100m vlinderslag (v)  | 13e       | serie 6: 3de in 59,45 halve finale 1: 6de in 59,75                                  |
| Sophia Skou                                                                   | 100m vlinderslag (v)  | 15e       | serie 4: 1ste in 59,79 halve finale 2: 8ste in 59,89                                |
| Mette Jacobsen                                                                | 200m vlinderslag (v)  | 13e       | serie 3: 2de in 2.09,30 halve finale 2: 3de in 2.08,11 (NR) finale: 4de in 2.08,24  |
| Sophia Skou                                                                   | 200m vlinderslag (v)  | 14e       | serie 5: 5de in 2.11.35 halve finale 2: 8ste in 2.11,07                             |

Albanië · Algerije · Amerikaanse Maagdeneilanden · Amerikaans-Samoa · Andorra · Angola · Antigua en Barbuda · Argentinië · Armenië · Aruba · Australië · Azerbeidzjan · Bahama's · Bahrein · Bangladesh · Barbados · België · Belize · Benin · Bermuda · Bhutan · Bolivia · Bosnië en Herzegovina · Botswana · Brazilië · Britse Maagdeneilanden · Brunei · Bulgarije · Burkina Faso · Burundi · Cambodja · Canada · Centraal-Afrikaanse Republiek · Chili · China · Chinees Taipei · Colombia · Comoren · Congo-Brazzaville · Congo-Kinshasa · Cookeilanden · Costa Rica · Cuba · Cyprus · Denemarken · Djibouti · Dominica · Dominicaanse Republiek · Duitsland · Ecuador · Egypte · El Salvador · Equatoriaal-Guinea · Eritrea · Estland · Ethiopië · Fiji · Filipijnen · Finland · Frankrijk · Gabon · Gambia · Georgië · Ghana · Grenada · Griekenland · Groot-Brittannië · Guam · Guatemala · Guinee · Guinee‑Bissau · Guyana · Haïti · Honduras · Hongarije · Hongkong · Ierland · IJsland · India · Indonesië · Irak · Iran · Israël · Italië · Ivoorkust · Jamaica · Japan · Jemen · Joegoslavië · Jordanië · Kaaimaneilanden · Kaapverdië · Kameroen · Kazachstan · Kenia · Kirgizië · Koeweit · Kroatië · Laos · Lesotho · Letland · Libanon · Liberia · Libië · Liechtenstein · Litouwen · Luxemburg · Macedonië · Madagaskar · Malawi · Malediven · Maleisië · Mali · Malta · Marokko · Mauritanië · Mauritius · Mexico · Micronesië · Moldavië · Monaco · Mongolië · Mozambique · Myanmar · Namibië · Nauru · Nederland · Nederlandse Antillen · Nepal · Nicaragua · Nieuw-Zeeland · Niger · Nigeria · Noord-Korea · Noorwegen · Oeganda · Oekraïne · Oezbekistan · Oman · Oostenrijk · Pakistan · Palau · Palestina · Panama · Papoea-Nieuw-Guinea · Paraguay · Peru · Polen · Portugal · Puerto Rico · Qatar · Roemenië · Rusland · Rwanda · Saint Kitts en Nevis · Saint Lucia · Saint Vincent en Grenadines · Salomonseilanden · Samoa · San Marino ·  Sao Tomé en Principe · Saoedi-Arabië · Senegal · Seychellen · Sierra Leone · Singapore · Slovenië · Slowakije · Soedan · Somalië · Spanje · Sri Lanka · Suriname · Swaziland · Syrië · Tadzjikistan · Tanzania · Thailand · Togo · Tonga · Trinidad en Tobago · Tsjaad · Tsjechië · Tunesië · Turkije · Turkmenistan · Uruguay · Vanuatu · Venezuela · Verenigde Arabische Emiraten · Verenigde Staten · Vietnam · Wit-Rusland · Zambia · Zimbabwe · Zuid-Afrika · Zuid-Korea · Zweden · Zwitserland · Individuele olympische atleten